# Christa Sturm
Christa Hedwig Sturm (* 11. Mai 1966 in Eppelborn, Saarland) ist eine deutsche Kunstpädagogin, Kunsthistorikerin und Künstlerin.

## Leben
Sturm beteiligte sich von 1987 bis 2002 an der Académie Royale des Beaux Arts in Brüssel an Zeichen- und Malereikursen und studierte an der Hochschule der Bildenden Künste Saarbrücken Malerei bei Bodo Baumgarten und Performance-Kunst bei Ulrike Rosenbach. Von 2002 schloss sie ihr Studium der Kunstgeschichte an der Universität des Saarlandes mit dem Doktorgrad ab.
Seit Anfang der 1990er Jahre arbeitete sie gelegentlich als Journalistin beim SWR und SR. Anfang der 2000er Jahre war sie Nachrichtenkorrespondentin bei der Nachrichtenagentur ddp. Von 2000 bis 2002 war sie im Vorstand des Berufsverband Bildender Künstler Rheinland-Pfalz für Medienkunst zuständig, war im Guide-Team der documenta 11 unter Okwui Enwezor und 2011 bis 2013 Assistentin des Präsidenten Dieter Rehm der Akademie der Bildenden Künste München. Als Kunstpädagogin mit 2. Staatsexamen in Koblenz war Sturm mehrere Jahre Dozentin für Performance und Spiel an der Akademie der Bildenden Künste München. Von 2017 bis 2020 verwaltete sie die Professur „Kunst.Lehramt“ mit dem Schwerpunkt „Kunstvermittlung“ und hatte die Leitung des Studiengangs „Kunst.Lehramt“ an der Hochschule für Bildende Künste Braunschweig inne. Ihre wissenschaftliche Arbeit in der Kunstpädagogik befasst sich mit den Themen „Kunst+Gehirn“, performativen Ansätzen in der Kunstvermittlung sowie Gender-Themen. Der kunstwissenschaftliche Schwerpunkt liegt in der Kunst des 20. Jahrhunderts, speziell in Spanien.
Sturm gründete 2015 die Kunstrichtung „Photoetry“, bei der Fotografie und Gedichte im engen Verbund entstehen. Themen sind historisch-örtliche Begebenheiten wie persönliche Ansätze in „radikaler Subjektivität“ (Gregor Schiegl, SZ 2016). Sie nahm an zahlreiche Ausstellungen und Performance-Aufführungen teil, vorwiegend in Deutschland und im europäischen Ausland.
Sie lebt und arbeitet in Wiesbaden.

## Publikationen
- Arte español del siglo XX su perspectiva al final del milenio (X Jornadas de Arte). Hrsg.: Miguel Cabañas Bravo, Madrid, Consejo Superior de Investigaciones Científicas, Biblioteca de historia del arte, spanische Originalsprache, S. 375–386, 2001, ISBN 84-00-07935-3.
- Über die Stellung des Faches Bildende Kunst an Rheinland-Pfälzischen Gymnasien und Gesamtschulen. Studie zusammen mit Harald Küstermann, BDK Rheinland-Pfalz, 2005.
- Confluentes. Internationale Künstler am Deutschen Eck. Katalog Museum Ludwig, Koblenz 2005.
- Seis y cuatro oder das Spiel der Spiele – Die vier spanischen Maler Fernando Sánchez Calderón, Luis de la Cruz Hernández, Rafael Rodriguez Baixeras, Ramón Sereno Montoya. 2. Auflage, 2019, epubli, ISBN 978-3-7502-0156-9.
- KUNST#quer#KOPF. Kunst und Neurowissenschaften begegnen sich. Hrsg.: Bernhard Balkenhol, Christa Sturm, kopaed München 2020, ISBN 978-3-86736-558-1.
- It happened. Historische Kunst und Performativität. Theoretische, didaktische und methodische Aspekte. Hrsg.: Ines Seumel, Christa Sturm, Veröffentlichung des Bundeskongresses Kunst.Geschichte.Unterricht Leipzig/München, Gesamtkonzeption Johannes Kirschenmann, Frank Schulz, Lars Zumbansen, mehrbändige Reihe KREAplus, kopaed München, 2020.
- Leben, Tod und Kieselsteinbänke. Eine Dachauer Tiefenschau. Reihe photoetry Band 1, epubli, 2019, ISBN 978-3-7485-8359-2/ePUB ISBN 978-3-7485-8361-5.
- SUCHT VERGEBEN. Reihe photoetry Band 2, epubli, 2019, ISBN 978-3-7502-4694-2.